# Lady Flash
Lady Flash was een Amerikaans meidenzangtrio, bestaande uit Lorraine Mazzola, Monica Pege en Debra Byrd.

## Geschiedenis
Ze waren de achtergrondgroep van Barry Manilow van 1974 tot 1979 en brachten in 1976 hun eigen hit Street Singin' uit. De song, die werd geschreven en gearrangeerd door Manilow, bereikte de Billboard Hot 100-hitlijst (#27). De song was afkomstig van hun album Beauties In The Night, eveneens geproduceerd door Manilow.
Oorspronkelijk The Flashy Ladies genoemd, een verwijzing naar een song van Manilows eerste album, zong het trio (met Ramona Brooks, die Pege verving in 1976) de achtergrondzang voor Manilow bij zijn live-optredens en op zijn eerste 7 veelvoudige platina-albums. Hun eerste opgenomen optreden was in 1975 bij Soundstage. Ze traden later op met Manilow op diens eerste Emmy Award-special en bij diverse tv-shows, zoals Don Kirshner's Rock Concert, The Midnight Special, American Bandstand en Donahue. Ze traden met Manilow op tijdens zijn eerste Europese tournee in 1978 met concerten in het Olympia in Parijs, het Palladium en de Royal Albert Hall in Londen en het Koninklijk Concertgebouw in Amsterdam.
Omdat Pege en Byrd Afro-Amerikanen waren en Reparata Kaukasisch, maakte Manilow vaak grappen over hen als The Oreos. Sinds het begin was Debra Byrd elf jaar lang zangcoach voor deelnemers aan American Idol, later als coach voor The Voice. Bovendien zong ze bij sessies in Los Angeles, met inbegrip van de Oscars en is ze momenteel de voorzitster van het Musicians Institute in Los Angeles.
Monica Pege zong weer met Barry Manilow van 2004 tot 2010 in Las Vegas in het Hilton Hotel en in diens theatershows.
Reparata was eerder lid van Reparata & the Delrons onder de naam Lorraine Mazzola. Ze wijzigde haar wettelijke naam naar Reparata na het verliezen van een zaak tegen Mary O'Leary over de rechten van de artiestennaam. Tegenwoordig is Mazzola scenarioschrijver en woont ze in Los Angeles.